# Kadom
Kadom (en russe : Кадом) est une commune urbaine de l'oblast de Riazan, en Russie. Sa population s'élevait à 6 181 habitants en 2002.

## Géographie
Kadom est arrosée par la Mokcha et se trouve à 176 km (245 km par la route) à l'est de Riazan.

## Histoire
Fondée par les Tatars, la ville est mentionnée dans les textes depuis 1209.

## Personnalités nées à Kadom
- Nikolaï Bogdanov (1905-1989), auteur de littérature pour la jeunesse[1]